# 屏風島 (珍島郡)
屏風島 （ピョンプン＝ド、びょうぶとう、朝: 병풍도）は、朝鮮半島南西沖にある島。大韓民国全羅南道珍島郡鳥島面に属する。

## 概要
屏風島は、朝鮮半島南西端付近にある珍島のさらに南西沖にある島嶼（鳥島群島）のひとつである。面積は、0.3平方キロメートル。島の全域が多島海海上国立公園に指定されている。2014年4月、この島の近海でセウォル号沈没事故が発生し、多数の犠牲者を出した。